# Chlebiczyn (przystanek kolejowy)
Chlebiczyn (ukr. Хлібичин, ros. Хлебычин) – przystanek kolejowy w miejscowości Chlebiczyn Leśny, w rejonie kołomyjskim, w obwodzie iwanofrankiwskim, na Ukrainie. Położony jest na linii Lwów – Czerniowce.
Przystanek istniał przed II wojną światową.